# 2004 VZ75
2004 VZ75 est un objet transneptunien du groupe des plutinos.

## Caractéristiques
2004 VZ75 mesure environ 231 km de diamètre.